# Perthes (Ardenas)
Perthes é uma comuna francesa na região administrativa de Grande Leste, no departamento das Ardenas. Estende-se por uma área de 23,41 km². Em 2010 a comuna tinha 312 habitantes (densidade: 13,3 hab./km²).